# Max Müller Sobarzo
Max Werner Muller Sobarzo (Santiago, Chile, 18 de noviembre de 1973) es un exfutbolista chileno. Jugaba de defensa y militó en diversos clubes de Chile.

## Trayectoria
Oriundo de Santiago, tras destacar en la selección de su colegio Los Sagrados Corazones se unió a las divisiones inferiores de Universidad Católica, donde fue compañero de Ian Mac Niven, Miguel Ponce y Claudio Lizama, entre otros. Debutó profesionalmente durante 1992 en el primer equipo cruzado. Con el equipo de la franja, se mantuvo hasta fines de la temporada 1996, logrando títulos como la Copa Interamericana 1994 y la Copa Chile 1995, además del vicecampeonato de la Copa Libertadores 1993.
Sin ver minutos durante 1996, a fines de temporada termina su contrato con el equipo cruzado, por lo que para 1997 firma con Deportes Temuco de la Primera División. Para la temporada siguiente, firma con Palestino de la misma división, en donde juega por 3 temporadas. A fines de la temporada 2000, se retira del fútbol profesional.

## Selección nacional

### Selección juvenil
Fue nominado a la selección sub-20 para el Sudamericano Sub-20 de 1992, quedando eliminado en primera ronda. También formó parte de la Selección sub-23 chilena que participó en los Juegos Panamericanos de Mar del Plata 1995 que fue eliminada en cuartos de final.

#### Participaciones en sudamericanos
| Torneo                      | Sede     | Resultado    |
| --------------------------- | -------- | ------------ |
| Sudamericano Sub-20 de 1992 | Colombia | Primera fase |

#### Participaciones en Juegos Panamericanos
| Competición               | Sede          | Resultado        |
| ------------------------- | ------------- | ---------------- |
| Juegos Panamericanos 1995 | Mar del Plata | Cuartos de final |

## Clubes
| Club                 | País  | Año       |
| -------------------- | ----- | --------- |
| Universidad Católica | Chile | 1992-1996 |
| Deportes Temuco      | Chile | 1997      |
| Palestino            | Chile | 1998-2000 |

## Palmarés

### Torneos nacionales oficiales
| Título     | Equipo               | País  | Año  |
| ---------- | -------------------- | ----- | ---- |
| Copa Chile | Universidad Católica | Chile | 1995 |

### Torneos internacionales oficiales
| Título              | Equipo               | País                | Año  |
| ------------------- | -------------------- | ------------------- | ---- |
| Copa Interamericana | Universidad Católica | San Juan y Santiago | 1994 |